# 레인보브리지 국립기념지

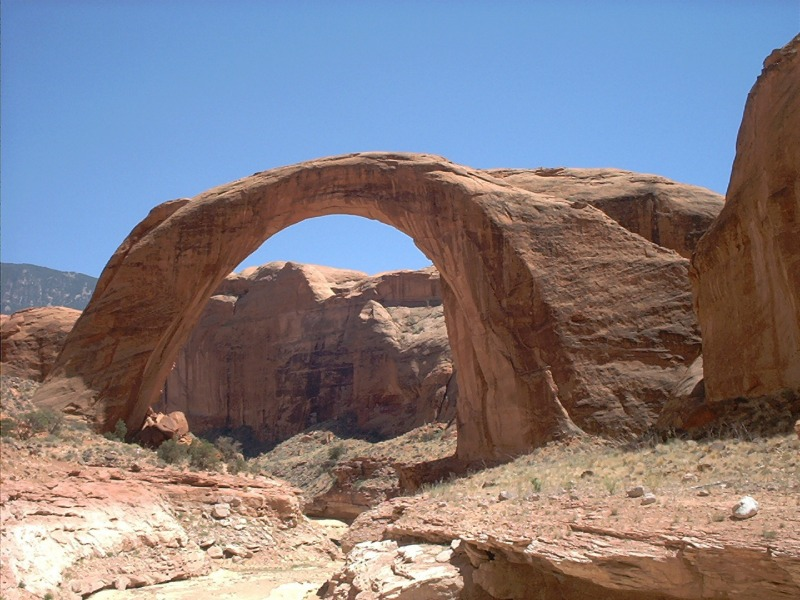

레인보브리지 국립기념지(Rainbow Bridge National Monument)는 미국 유타주 남부 글렌캐니언 국립휴양지(Rainbow Bridge National Monument)가 관리하는 국립기념지이다. 레인보브리지는 세계에서 가장 높은 천연 다리로 기술되곤 한다. 1974년, 레인보브리지의 길이는 Bureau of Reclamation에 의해 84미터로 보고되었으나 Natural Arch and Bridge Society의 2007년 길이 측정에 따르면 71미터이다. 맨위쪽은 13미터 굵기이며 너비는 10미터이다.